# Xuaibe ibne Cazim
Xuaibe ibne Cazim (Shu'ayb ibn Khazim - "Xuaibe, filho de Cazim") foi um filho do famoso general árabe coraçane Cazim ibne Cuzaima Atamimi, e serviu como governador de Damasco sob o califa Harune Arraxide (r. 786–809).